# Blonde on Blonde (Bob Dylan)
Blonde on Blonde uit 1966 is het zevende muziekalbum van Bob Dylan en de eerste klassieke dubbelelpee in de geschiedenis van de popmuziek. Onder de veertien nummers bevinden zich enkele van Dylans bekendste: "Visions of Johanna", "Just Like a Woman" en "I Want You".
Bob Johnston was de producer en dertien van de veertien nummers werden opgenomen in Nashville, Tennessee. Het album verscheen op 16 mei 1966 en is wellicht niet eens het beste album van die dag, omdat op dezelfde dag ook Pet Sounds van The Beach Boys verscheen. Kenmerkend voor het album is, in Dylans eigen beroemd geworden omschrijving, "dat dunne, dat wilde kwikzilveren geluid", waar de artiest zo tevreden over was dat hij het in latere jaren herhaaldelijk opnieuw heeft proberen te bereiken. Blonde on Blonde wordt gerekend tot Dylans beste werk, sommigen beschouwen het als Dylans absolute meesterwerk: op de List of Rolling Stone's 500 Greatest Albums of All Times bezet Blonde on Blonde veelzeggend plaats nummer 9.
Blonde on Blonde steeg in de Verenigde Staten destijds tot nummer negen op de Billboard's Pop Albums chart; in Engeland kwam het album terecht op de derde plaats.
Blonde on Blonde is na Bringing It All Back Home en Highway 61 Revisited, allebei uit 1965, Dylans derde elektrische album, al klinkt het rustiger en gepolijster dan beide voorgangers. Jon Dolan van Rolling Stone omschrijft de muziek als een mengsel van rock-'n-roll, surrealistische ballades, Chicago blues en psychedelische country, en noemt verder nog de innovatieve songteksten en de epische lengte van veel nummers als wezenlijke elementen. De ervaren sessiemuzikanten uit Nashville hebben een essentieel aandeel in de sfeer van het album. De nummers overtreffen overwegend de 4 minuten speeltijd. De ballade Sad Eyed Lady Of The Lowlands duurt elfeneenhalve minuut en beslaat de hele vierde plaatkant. Kritiek is er geuit op de totale speelduur van het album, net iets te weinig om vier elpeekanten mee te vullen: het afsluitende lied duurt even lang als het afsluitende nummer van Dylans vorige album, dat de plaatkant met andere nummers deelt. Op grond van de niet erg genereuze speelduur van 72 minuten vermoedt Dylan-discograaf Clinton Heylin dat de opnamesessies nauwelijks onuitgebrachte nummers kunnen hebben opgeleverd, omdat vrijwel alles nodig was om een dubbelelpee te rechtvaardigen. Maar hij concludeert dat het resultaat "een van de weinige dubbelalbums uit de rock is die verschoond zijn van ondermaats opvulmateriaal", zij het met de kanttekening dat het lange slotnummer van ruim elf minuten niet genoeg is om in zijn eentje de hele kant vier te vullen.

## De plaats van Blonde on Blonde in Dylans oeuvre
Blonde on Blonde wordt door velen beschouwd als het absolute culminatiepunt binnen Dylans komeetachtige ontwikkeling als jaren zestig popmuzikant. Het album vormt de afsluiting van een immer creatievere, surrealistische en rockende Bob Dylan. De artiest dreigt in deze tijd - zowel voor als na de opnames voor Blonde on Blonde - en ondanks of juist mede dankzij de speed, uitgeput te raken en elk moment uit de bocht te vliegen. De duizelingwekkende carrousel van drukkende verplichtingen en optredens komt tot een einde door een ongeval met zijn motor, op 29 juli 1966. Voor Dylan treedt plots een periode van rust en herstel aan, in de afzondering en in de schoot van zijn gezin doorgebracht. De volgende plaat, John Wesley Harding, uit 1967, lijkt het resultaat van inkeer en bezinning: deze onvervalst antiek klinkende plaat, als opgegraven uit het midden van de negentiende eeuw, getuigt wederom van een hoog niveau. 'John Wesley' is akoestisch opgenomen, de religieus geïnspireerde teksten lijken de eenvoud zelve, echter geenszins ontbloot van symboliek en moraal. Pas weer in 1975 zal Bob Dylan de popwereld verrassen met een studioplaat die zijn vroegere werk weet te evenaren: Blood on the Tracks is de Dylan-muziek die vooral hoog gewaardeerd zal worden door later geboren, nieuwe generaties fans.

## Voorgeschiedenis
Dylans optreden op het Newport Folk Festival van 1965 markeert zijn eerste poging om zijn nieuwe elektrische geluid op een concert ten gehore te brengen. Zijn volgende poging daartoe was gepland op twee concerten eind augustus. Al Kooper en bassist Harvey Brooks, die allebei al op Highway 61 Revisited (Dylans zesde elpee uit 1965) meespeelden, werden voor deze optredens ingeschakeld, maar gitarist Michael Bloomfield en drummer Bobby Gregg waren wegens verplichtingen niet meer in staat te komen. In hun plaats rekruteerde Dylan Robbie Robertson en Levon Helm, leden van de begeleidingsgroep van Ronnie Hawkins, The Hawks, later wereldberoemd als The Band.
Het is niet duidelijk hoe Dylan tot deze beslissing kwam; hij was van The Hawks op de hoogte door John Hammond junior. Mogelijk dat de secretaresse van zijn manager, Mary Martin, een fan van The Hawks, een suggestie deed om hen in te huren. Dylan nam na een auditie Robertson aan. Met een voorlopige band volgden enige optredens, zonder Helm, in de Carrols Rehearsal Hall. Na twee weken kwam Helm er als drummer bij. Helm herinnert zich dat Robbie niet onder de indruk was van Dylans drummer en dat hij Dylan suggesties deed om hem te nemen.
Het eerste concert vond plaats op 28 augustus 1965 in het New York's Forest Hills. De eerste helft bestond uit een 45 minuten durende akoestische optreden. Dat scheen tevens bedoeld om de oude fans tevreden te stellen, maar alleen To Ramona (uit Another Side Of Bob Dylan) behoorde tot het echt oudere werk. Het epische Desolation Row (van Highway 61 Revisited) speelde Dylan akoestisch, waarna hij kort overlegde met de anderen alvorens het tweede deel vol elektrisch aan te vangen.

## Invloeden op de liedjes
Het dubbelalbum bevat verschillende klassiekers als Rainy day women #12 & 35, Visions of Johanna, Just like a woman en I want you. Het laatste nummer op de plaat, Sad eyed lady of the lowlands, is een ode aan zijn eerste vrouw Sara Lownds.
Volgens Rob Sheffield van Rolling Stone zijn er twee invloeden voor verantwoordelijk dat de liedjes op dit album heel anders gestructureerd zijn dan Dylans eerdere werk. Ten eerste zou het album Rubber Soul van The Beatles uit 1965 hem ertoe hebben aangezet meer werk te maken van het melodische aspect van het songschrijven; het nummer "4th Time Around" heeft zelfs de reputatie een persiflage op "Norwegian Wood (This Bird Has Flown)" te zijn. Ten tweede, wat de teksten betreft is er een sterke invloed van Motown, met name van de vernuftige liedteksten van Smokey Robinson.

## Opnamen
Begin 1966 begonnen de opnamesessies in New York, maar daarvan is alleen het op 25 januari opgenomen nummer "One of Us Must Know (Sooner or Later)" op het album terechtgekomen. Een outtake (een wel voor de plaat opgenomen maar uiteindelijk weggelaten nummer), het bittere 'She's your lover now', werd in 1991 uitgebracht op de box The bootleg series volumes 1-3. Het nummer staat op plaats 85 van Rolling Stone's lijst van 100 beste Dylannummers. Dylan sneert tegen de nieuwe minnaar van zijn ex: 'You, you just sit around and ask for ashtrays/Can't you reach?' Op The bootleg series volumes 1-3 werd ook outtake "	I'll Keep It with Mine" opgenomen. Andere outtakes waren "I Wanna Be Your Lover Now" en "Jet Pilot", die op die op Biograph (album) verschenen. Na een onderbreking voor optredens werden de opnamen voortgezet in Nashville, volgens biograaf Robert Shelton niet alleen om aan de drukte te ontsnappen, maar ook omdat producer Bob Johnston daar gevestigd was. Volgens organist Al Kooper was het Johnstons vertrouwen in de capaciteiten van sessiemuzikanten aldaar dat Dylan ervan overtuigde naar Nashville te gaan. De plaats bulkte van het muzikale talent: om half vijf in de ochtend werd een trombonist opgeroepen om "Rainy Day Women" van een Leger des Heils-geluid te voorzien en de jonge conciërge die de asbakken leegde was Kris Kristofferson.
De sessies in Nashville vonden plaats van 14 tot en met 16 februari en van 8 tot en met 10 maart. Begonnen werd met de nummers die al helemaal geschreven waren, waarna een werkwijze volgde van tegelijkertijd componeren door Dylan en instuderen voor opnamen door de sessiemuzikanten. Zoals gewoonlijk schreef en reviseerde Dylan zijn liedjes in de studio, waar ze van schetsen evolueerden in voldragen werk, maar voor enkele nummers trok hij zich terug in zijn hotelsuite, waar organist Al Kooper af en toe langskwam om kennis te nemen van Dylans werk-in-uitvoering en de akkoordenschema's alvast aan de sessiemedewerkers te leren. Volgens Heylin fungeerde ook gitarist Robbie Robertson als intermediair tussen Dylans intuïtieve genie en de meest vooraanstaande musici die Nashville te bieden had. Geschreven werd overdag en opgenomen meestal in de avond, waarbij de opnamen ondanks het voorbereidende werk veel tijd vroegen, want Dylans werkwijze leek in niets op waar de musici aan gewend waren.

## Het plan voor een dubbelelpee
Blonde on Blonde is een van de eerste dubbelelpees uit de popmuziek en het is niet duidelijk hoe het idee daarvoor ontstond. Clinton Heylin vermoedt dat het aanvankelijk Dylans bedoeling was dat ook zijn zevende album een enkele elpee zou worden, maar dat twee factoren de zaak een andere wending gaven. In de eerste plaats was het niet eenvoudig om met een waardige opvolger van Highway 61 Revisited te komen en na de sessies van februari, waarbij 32 minuten nieuwe muziek was vastgelegd, kan Dylan nog niet hebben gedacht al klaar te zijn, ook al bevonden alle drie de epische nummers zich al onder de resultaten. Heylin betwijfelt of het idee van een dubbelaar al bestond voordat op 15 februari "Sad Eyed Lady Of The Lowlands" was opgenomen. Om het album af te maken werd nog een sessie geboekt, maar inmiddels waren de sessiemuzikanten gewend geraakt aan Dylans excentrieke werkwijze, waardoor de sessies van maart vlotter verliepen en in drie dagen acht nummers opleverden, waaronder "Just Like a Woman" en "I Want You".
Begin april mixte Dylan het album in Los Angeles. Dylankenner Sean Wiletz meent dat toen pas duidelijk werd dat er te veel goede nummers waren voor een enkele elpee. Ook de albumtitel en de songtitels zouden tijdens het mixproces zijn ontstaan.

## Albumhoes
De hoesfoto is gemaakt door Dylans vriend Jerry Schaarsbergen en toont Dylan in een suède jas en een sjaal. Het opmerkelijkste is dat het geen scherpe maar een bewogen foto is, eigenlijk een mislukte. Volgens Schatzberg zelf was het buiten erg koud toen de foto genomen werd en stonden zowel de zanger als de fotograaf te beven van de kou. Popjournalist Jon Dolan is niet overtuigd dat de hoesfoto zo toevallig tot stand kwam, maar meent wel dat de foto symbolisch is voor Dylans grote creatieve ontwikkeling in deze periode: hij gaat te snel om scherp in beeld genomen te kunnen worden.

## Verschijningsdatum
Als verschijningsdatum wordt gewoonlijk 16 mei aangehouden, al zijn er sterke aanwijzingen dat het album meer dan een maand later verscheen. Het op dezelfde dag verschenen Beach Boys-album Pet Sounds kwam op 28 mei binnen op de Billboard lijst, waar het op plaats 101 debuteerde. Dylans album werd pas op 23 juli voor het eerst in de lijst vermeld, op nummer 105. Het is erg onwaarschijnlijk dat in deze periode een nieuw album van Bob Dylan er twee maanden over deed om voldoende te verkopen voor een notering. Ook het ontbreken van advertenties voor het album in mei wijst op een latere verschijning.

## Muziek en thematiek
Volgens Shelton is het dominante thema in de teksten een besef van in de val zitten, zij het vanwege omstandigheden, liefde, de maatschappij, illusies en onvervulde hoop. "We sit here stranded, though we're all doin' our best to deny it" is voor Shelton dan ook een kernzin.
Het openingsnummer Rainy Day Women No. 12 & 35, geschreven met Let's go get stoned van Ray Charles in het achterhoofd, klinkt met zijn lugubere trombone en fanfaredrums als een optocht in New Orleans, aldus Shelton. Het gelach en gegiechel kan voor een vrolijke groep feestvierders worden gehouden, maar ook voor geluid van mensen die stoned of high van drugs zijn. De steeds terugkerende kernzin is "Everybody must get stoned" en in combinatie met het Leger des Heils-geluid moet eveneens en misschien wel in de eerste plaats aan de betekenis van "stoned" als "gestenigd worden" worden gedacht. In dit verband is ook de herkomst van de titel relevant. Het Bijbelboek Spreuken 27:15 luidt in het Engels: 'A continual dropping in a very rainy day and a contentious woman are alike.' Het lied staat op plaats 72 van Rolling Stone's lijst van 100 beste Dylannummers en is volgens het blad het dichtst dat Dylan ooit kwam bij het maken van een feestnummer.
Pledging My Time is een langzame blues in de Chicago-stijl met veel harmonica, schrijft Shelton, voor wie de tekst de traditie van improvisatie ademt.
Visions of Johanna staat te boek als een van Dylans belangrijkste liedjes, met vijf lange coupletten en een coda. De zang is naar Sheltons smaak superb, met een effectieve frasering en ritmische accenten. De visioenen uit de titel doen fragmentarisch aan, de beeldspraak lijkt een stream-of-consciousness van een al even gefragmenteerd bewustzijn. De treurige stemming wordt volgens Shelton in het vierde couplet verlicht door de snel opeenvolgende rijmwoorden "freeze", "sneeze", "Jeeze" en "knees". In de kern zou het gaan om dezelfde paradox waaraan de Romantische dichter John Keats zijn "Ode on a Grecian Urn" wijdde, namelijk de queeste naar een onbereikbaar ideaal, in dit geval de visioenen, maar een leven zonder een dergelijke onmogelijkheid is zinloos. Het nummer staat op plaats 9 van Rolling Stone's lijst van 100 beste Dylannummers en wordt door het blad 'een doorbraak in de mogelijkheden van songschrijven' genoemd. Het lied is rijk aan beeldende details en erotisch verlangen en de vijf coupletten zigzaggen tussen een analyse van de aanraakbare en beschikbare Louise en het afwezige ideaal dat Johanna heet.
(Sooner or Later) One of Us Must Know contrasteert met zijn directe, letterlijke tekst scherp met de voorganger en staat op plaats 82 van Rolling Stone's lijst van 100 beste Dylannummers. Het blad spreekt van een van Dylans meest norse afscheidsnummers ooit en noemt de fusie van sympathie, berusting en pijn een briljante vertoning van evenwichtskunst. De laatste lettergreep van de regel 'I told you as you clawed out my eyes/That I never really meant to do you any harm' wordt vastgehouden over een aanzwellende piano en orgel en dat is volgens het blad een van de meest adembenemende momenten van het album. Het werd ook op single uitgebracht, maar haalde niet de hitlijsten.
De top twintig-hit I Want You (dat aanvankelijk ook de titel van het album zou worden) is dan weer een studie in tegenstellingen, waarbij in vier coupletten een hele reeks surrealistische personages de revu passeert.
Stuck Inside of Mobile with the Memphis Blues Again valt volgens Shelton in de traditie van blues- en countrynummers over getreur over plaatsen die men achter zich gelaten heeft, maar dan voorzien van een cast van surrealistische personages met Shakespeare uitgedost als dandy.
Leopard-Skin Pill-Box Hat is volgens Shelton een bijtende blues over de manipulaarbaarheid van smaak. Het blad Rolling Stone, dat het nummer op plaats 67 zet van de 100 beste Dylannummers, ziet er een hilarische blues over seksuele jaloezie in.
Just Like a Woman combineert een verleidelijke melodie met een controversiële tekst. Op 14 maart 1971 omschreef The New York Times het nummer als "een complete catalogus van seksistische frasen" waarin de natuurlijke karaktertrekken van vrouwen worden gedefinieerd als "hebzucht, hypocrisie, zeuren en hysterie". Shelton daarentegen meent dat de opzichtige stereotypering in de titel van het nummer al aangeeft dat Dylan juist een ironisch spel speelt met de platitudes die ten gehore worden gebracht. Hij meent dat de regel "I was hungry and it was your world" de stekeligheden verzacht en raadt aanhangers van de seksistische interpretatie aan eens te luisteren naar de radicaal verschillende uitvoering van Roberta Flack, die van een heel andere tekstopvatting uitgaat. Volgens hardnekkige geruchten gaat de tekst over Edie Sedgwick. Volgens Rolling Stone's lijst van 100 beste Dylannummers, waar het plaats 4 bezet, gaat het lied eerder over Dylans eigen heftige lessen in romantiek; geven, nemen en verlaten. Bovendien is dit zijn eerste grote bijdrage aan het countryrock genre.
Absolutely Sweet Marie staat op plaats 78 van Rolling Stone's lijst van 100 beste Dylannummers en bevat volgens het blad een van Dylans meest geciteerde regels:'To live outside the law you must be honest.' Het lied is een cryptische liefdesbrief met een sprankelende bluesrock gitaar en luchtig elektrisch keyboard.
 4th Time Around staat op plaats 54 van Rolling Stone's lijst. John Lennon meende dat de melodie direct afkomstig was van het lied Norwegian Wood van The Beatles. Volgens Rolling Stone nam Dylan ook de verhaallijn van dat nummer over. Het steeds herhaalde figuur op de akoestische gitaar geeft de opname een Mexicaanse sfeer, aldus Shelton.

## Tracklist
Alle muziek en teksten zijn geschreven door Bob Dylan. 
| 1.                 | Rainy Day Women #12 & 35                            | 4:35  |
| 2.                 | Pledging My Time                                    | 3:42  |
| 3.                 | Visions of Johanna                                  | 7:27  |
| 4.                 | One of Us Must Know (Sooner or Later)               | 4:53  |
| 5.                 | I Want You                                          | 3:06  |
| 6.                 | Stuck Inside of Mobile with the Memphis Blues Again | 7:04  |
| 7.                 | Leopard-Skin Pill-Box Hat                           | 3:50  |
| 8.                 | Just Like a Woman                                   | 4:39  |
| 9.                 | Most Likely You Go Your Way (and I'll Go Mine)      | 3:22  |
| 10.                | Temporary Like Achilles                             | 5:03  |
| 11.                | Absolutely Sweet Marie                              | 4:46  |
| 12.                | 4th Time Around                                     | 4:26  |
| 13.                | Obviously 5 Believers                               | 3:30  |
| 14.                | Sad-Eyed Lady of the Lowlands                       | 11:19 |
| Totale duur: 71:23 |                                                     |       |

## Medewerkers
- Bob Dylan - Gitaar, Harmonica, Piano, Keyboards, Zang
- Al Kooper - Orgel, Gitaar, Hoorn, Keyboards
- Robbie Robertson - Gitaar, Zang
- Joe South - Gitaar
- Rick Danko - Basgitaar, Viool, Zang
- Bill Atkins - Keyboards
- Wayne Butler - Trombone
- Kenneth A. Buttrey - Drums
- Paul Griffin - Piano
- Amy Herot - Reissue Producer
- Garth Hudson - Keyboards, Saxofoon
- Bob Johnston - Producer
- Jerry Kennedy - Gitaar
- Sanford Konikoff - Drums
- Richard Manuel - Drums, Keyboards, Zang
- Wayne Moss - Gitaar, Zang
- Hargus "Pig" Robbins - Piano, Keyboards
- Henry Strzelecki - Basgitaar
- Mark Wilder - Remixing, Remastering
- Charlie McCoy - Basgitaar, Gitaar, Harmonica, Trompet